# Elena Montoya
Elena del Carmen Santana Arancibia, más conocida como Elena Montoya o «La Criollita» (Coquimbo, 18 de diciembre de 1914-ibíd., 14 de septiembre de 1996), fue una cantautora y folclorista chilena.
Fue cantora, folclorista, recopiladora y autora de música folclore, activa durante el siglo XX en las localidades del norte de Chile y del Desierto de Atacama. Su música ha sido reconocida por recuperar el imaginario nortino, siendo expresión del sentir pampino, vinculado a las oficinas salitreras como Pampa Unión, Aníbal Pinto o la Anita, además del entorno físico y geográfico típicos de la región.

## Biografía
Elena del Carmen Santana Arancibia nació en la localidad de Coquimbo en 1914.
Inició su carrera en 1936 en la Radio "La Voz del Norte" de Coquimbo, al ganar un concurso musical para aficionados. Utilizó el nombre artístico Elena de Montoya —adoptando el apellido de su cónyuge, Alejandro Montoya—, aunque finalmente se hizo famosa como Elena Montoya.
Fue presidenta del Sindicato de Músicos de Coquimbo durante varios años.

## Reconocimientos
La Municipalidad de Coquimbo le otorgó medalla de oro en reconocimiento a su actividad musical. Recibió el diploma de honor por ser embajadora de la juventud e investigadora del folclor otorgado por Radio Minería de La Serena en 1977. En 1984 le fue otorgado el diploma a «los consagrados» de la región de Coquimbo.
En 1985 fue distinguida como la madre del folclor por los artistas de la peña folclórica Alero del Cantor. El 9 de mayo de 1996 la Municipalidad de Coquimbo realizó un homenaje en su honor a su destacada labor como cantautora.